# Мнюв (гмина)
Мнюв (пол. Mniów) — сельская гмина (волость) в Польше, входит как административная единица в Келецкий повет, Свентокшиское воеводство. Население — 9249 человек (на 2006 год).

## Демография
| Перепись                       | Всего   | Всего | Женщины | Женщины | Мужчины | Мужчины |
| ------------------------------ | ------- | ----- | ------- | ------- | ------- | ------- |
| Единицы                        | человек | %     | человек | %       | человек | %       |
| Население                      | 9263    | 100   | 4684    | 50,6    | 4579    | 49,4    |
| Плотность населения (чел./км²) | 97,2    | 97,2  | 49,2    | 49,2    | 48,1    | 48,1    |

## Соседние гмины
1. Гмина Лопушно
2. Гмина Медзяна-Гура
3. Гмина Радошице
4. Гмина Смыкув
5. Гмина Стомпоркув
6. Гмина Стравчин
7. Гмина Загнаньск